# Armin Töpfer

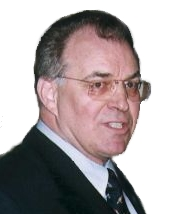
Armin Töpfer

Armin Töpfer (* 1. April 1944 in Lörrach; † 28. August 2023) war ein deutscher Betriebswirt und Hochschullehrer.

## Leben

### Beruflicher Werdegang
Töpfer studierte von 1966 bis 1979 Volkswirtschaftslehre an der Universität Freiburg im Breisgau, wo er sich bis 1981 promovierte. Er war anschließend Dozent an der Europäischen Wirtschaftsschule in Düsseldorf und von 1982 bis 1992 Professor für Betriebswirtschaftslehre an der Universität Kassel. Von 1992 bis zu seiner Emeritierung 2010 war er Professor für Betriebswirtschaftslehre/Marktorientierte Unternehmensführung an der TU Dresden.
Töpfer war Dozent an der Universität Freiburg und der EAP Europäische Wirtschaftshochschule Düsseldorf, der heutigen ESCP Europe Wirtschaftshochschule Berlin. Des Weiteren war er mit Schwerpunkt Management an der Universität Kassel engagiert.
Er war Leiter der Forschungsgruppe Marktorientierte Unternehmensführung. Zusätzlich war er stellvertretender Vorsitzender des Vorstandes der Wissenschaftlichen Gesellschaft für Marktorientierte Unternehmensführung e. V. an der TU Dresden sowie wissenschaftlicher Leiter des MBA-Studiengangs Health Care Management an der Dresden International University. Ferner wirkte er an einem Master-Studiengang an der Universität Graz sowie an einem Executive MBA an der Universität Mainz mit.

### Wirken
Die inhaltlichen Schwerpunkte seiner Lehre und Forschung waren wertorientierte Unternehmensführung/Balanced Scorecard, Strategisches Marketing/Customer-Relationship-Management, Dienstleistungsmanagement, Total-Quality-Management/Business Excellence, Geschäftsprozessoptimierung/Six Sigma, Mergers & Acquisitions, Krankenhausmanagement und Personalmanagement.
Zu den Schwerpunkten empirischer Forschung zählten unter anderem Planungs- und Kontrollsysteme industrieller Unternehmen, Strategische Marketingkonzepte in der deutschen Industrie, die zukünftige Ausrichtung des betrieblichen Personalwesens, der Einführungsprozess und Umsetzungsprobleme der Balanced Score Card, Unternehmertum im Handel – Vergleich selbstständiger und angestellter Lebensmitteleinzelhändler sowie Erfolgsfaktoren und Wirkungen von E-Learning.
Töpfer war beteiligt an der Restrukturierung des Daimler-Benz-Konzerns (1995–1997), der Bewältigung der Krise um die A-Klasse, der Neuorganisation von Airbus, der Neuausrichtung der R+V Versicherung, an einer Analyse des gesamt- und betriebswirtschaftlichen Nutzens der Normung (DIN) sowie an der Umsetzung von Six Sigma in Krankenhäusern.

## Publikationen

### Monographien
- Betriebswirtschaftslehre. Anwendungs- und prozessorientierte Grundlagen. 2. Auflage. Springer, Berlin/Heidelberg 2007.
- Erfolgreich forschen. Ein Leitfaden für Bachelor-, Master-Studierende und Doktoranden. 3. Auflage. Springer Gabler, Wiesbaden 2012.
- Die A-Klasse: Elchtest – Krisenmanagement – Kommunikationsstrategie. Luchterhand, Köln 1999

### Herausgeberschaften
- Zus. m. Nikolaus Schweickart (Hrsg.): Wertorientiertes Management: Werterhaltung – Wertsteuerung – Wertsteigerung ganzheitlich gestalten. Springer, Heidelberg 2005, ISBN 978-3-540-25868-1.

## Weiterführende Literatur
- Töpfer, Armin. In: Dorit Petschel: 175 Jahre TU Dresden. Band 3: Die Professoren der TU Dresden 1828–2003. Hrsg. im Auftrag der Gesellschaft von Freunden und Förderern der TU Dresden e. V. von Reiner Pommerin, Böhlau, Köln u. a. 2003, ISBN 3-412-02503-8, S. 969.
- Festschrift zum 65. Geburtstag: Ganzheitliche Unternehmensführung in dynamischen Märkten, Gabler 2009, ISBN 978-3-8349-1244-2.